# 554268 Marksylvester
554268 Marksylvester este o planetă minoră (asteroid) din centura de asteroizi. A fost descoperită pe 26 septembrie 2012 la  de . 
Obiectul prezintă o orbită caracterizată de o semiaxă mare de 2,7485880170829 UAi, o excentricitate de 0,15861647169888, o înclinație de 7,5065617965109 ° în raport cu ecliptica.